# Catch a Fire
Catch a Fire (рус. Прикури) — студийный альбом ямайской рэгги-группы The Wailers, выпущенный компанией Island в 1973 году и принёсший группе всемирную известность.

## Об альбоме
Социальная лирика и воинственное настроение альбома, перемежающиеся с оптимистическим взглядом в будущее, удивили немало слушателей.
Альбом находится на 123-м месте в списке 500 лучших альбомов всех времён по версии журнала Rolling Stone.

## Обложка
Первые 20 000 пластинок оригинального винилового издания, разработанного графическими художниками Родом Дайером и Бобом Вайнером, были заключены в конверт, изображающий зажигалку Zippo. Конверт также открывался схожим образом, однако подобное оформление требовало ручной работы и посчиталось слишком дорогим для массового производства. Последующие издания выходили в обычном конверте с фотографией Марли, курящего самокрутку.
Оригинальное оформление было использовано при выпуске делюкс-версии альбома.

## Список композиций
Все композиции написаны Бобом Марли, за исключением отмеченных.

### Оригинальное издание
Сторона А
1. «Concrete Jungle» – 4:13
2. «Slave Driver» – 2:53
3. «400 Years» – 2:45
4. «Stop That Train» – 3:55
5. «Baby We've Got a Date (Rock It Baby)» – 3:57

Сторона Б
1. «Stir It Up» – 5:32
2. «Kinky Reggae» – 3:37
3. «No More Trouble» – 3:57
4. «Midnight Ravers» – 5:10

Бонус-треки
1. «High Tide or Low Tide» – 4:40
2. «All Day All Night» – 3:26

### Deluxe Edition (2001)
| Диск 1: Первичное Ямайское сведение 1. «Concrete Jungle» – 4:16 2. «Stir It Up» – 3:39 3. «High Tide or Low Tide» – 4:44 4. «Stop That Train» – 3:55 5. «400 Years» – 3:03 6. «Baby We've Got a Date (Rock It Baby)» – 4:05 7. «Midnight Ravers» – 5:09 8. «All Day All Night» – 3:29 9. «Slave Driver» – 2:57 10. «Kinky Reggae» – 3:45 11. «No More Trouble» – 5:16 | Диск 2: Британское сведение 1. «Concrete Jungle» – 4:15 2. «Slave Driver» – 2:55 3. «400 Years» – 2:47 4. «Stop That Train» – 3:57 5. «Baby We've Got a Date (Rock It Baby)» – 3:59 6. «Stir It Up» – 5:35 7. «Kinky Reggae» – 3:39 8. «No More Trouble» – 4:00 9. «Midnight Ravers» – 5:08 |

## Участники записи
Боб Марли – гитара, вокал

Питер Тош – орган, гитара, фортепиано, вокал

Банни Уэйлер – бонго, конга, вокал

Эштон Барретт – бас-гитара

Карлтон Барретт – ударные

Джон Бандрик – клавишные, синтезатор

Уэйн Перкинс – гитара

## Чарты
Альбом
| Год  | Чарт          | Позиция |
| ---- | ------------- | ------- |
| 1975 | Billboard 200 | 171     |
| 1975 | R&B Albums    | 51      |

## Дополнительные факты
- В 1992 году Хаддавэй записал кавер-версию «Stir It Up» для своего дебютного альбома The Album.